# If Tomorrow Never Comes
«If Tomorrow Never Comes» — песня американского кантри-музыканта Гарта Брукса, вышедшая в качестве 2-го сингла с его дебютного студийного альбома Garth Brooks (альбом) (1989). Авторами песни выступили Гарт Брукс и Кент Блейзи. Сингл возглавил американский кантри хит-парад, став в нём первым в музыкальной карьере Брукса лидером чарта этого музыкального жанра.
За несколько недель песня дошла до первого места чарта Hot Country Songs журнала Billboard, оставаясь на № 1 одну неделю в декабре 1989 года. «If Tomorrow Never Comes» также была включена в такие альбомы Брукса как The Hits, The Limited Series и Double Live.
Песня получила несколько номинаций на музыкальные награды, в том числе Академии кантри-музыки ACM Awards в престижной категории «Лучшая песня года» (Song of the Year) и «Лучшее видео года» (Video of the Year). Музыкальное видео песни поставил режиссёр Джон Ллойд Миллер.

## Награды и номинации
Источник:.
| Награда               | Категория                              | Результат |
| --------------------- | -------------------------------------- | --------- |
| ACM Awards            | Песня года (Song of the Year)          | Номинация |
| ACM Awards            | Сингл года (Single Record of the Year) | Номинация |
| CMA Awards            | Песня года (Song of the Year)          | Номинация |
| CMA Awards            | Сингл года (Single of the Year)        | Номинация |
| American Music Awards | Favorite Country Single                | Победа    |

## Чарты

### Еженедельные чарты
| Чарт (1989)                       | Высшая позиция |
| --------------------------------- | -------------- |
| Canada Country Tracks (RPM)       | 2              |
| США (Billboard Hot Country Songs) | 1              |

### Итоговые годовые чарты
| Чарт (1989)                  | Позиция |
| ---------------------------- | ------- |
| Canada Country Tracks (RPM)  | 48      |
| US Country Songs (Billboard) | 84      |

| Чарт (1990)                  | Позиция |
| ---------------------------- | ------- |
| US Country Songs (Billboard) | 75      |